# Delonix baccal
Delonix baccal é uma espécie vegetal da família Fabaceae.
Pode ser encontrada nos seguintes países: Etiópia, Quénia e Somália.